# Saint-André-de-Boëge
 Saint-André-de-Boëge  es una comuna y población de Francia, en la región de Ródano-Alpes, departamento de Alta Saboya, en el distrito de Thonon-les-Bains y cantón de Boëge.
Su población en el censo de 1999 era de 516 habitantes.
No está integrada en ninguna Communauté de communes u organismo similar.

## Demografía
| 334 | 295 | 297 | 329 | 469 | 516 |
| Para los censos de 1962 a 1999 la población legal corresponde a la población sin duplicidades (Fuente: INSEE [Consultar]) |     |     |     |     |     |